# ديفيد فولي
ديفيد فولي (بالإنجليزية: David Foley)‏ (12 يوليو 1987 في المملكة المتحدة - ) هو لاعب كرة قدم بريطاني في مركز الهجوم. لعب مع Puerto Rico Islanders ‏ وSouth Shields F.C. ‏ ونادي بارو ونادي هارتلبول يونايتد وFort Lauderdale Strikers (2006–2016) ‏.

## وصلات خارجية
- ديفيد فولي على موقع قاعدة بيانات كرة القدم.إي يو (الإنجليزية)
- ديفيد فولي على موقع Soccerbase.com (لاعب) (الإنجليزية)